# Ululodes tuberculatus
Ululodes tuberculatus là một loài côn trùng trong họ Ascalaphidae thuộc bộ Neuroptera. Loài này được Banks miêu tả năm 1901.